# Joaquim de Lange
Joaquim de Lange CSSp (* 5. März 1906 in Sint Nicolaasga, Niederlande; † 14. Juli 1992) war ein niederländischer römisch-katholischer Ordensgeistlicher und Prälat von Tefé.

## Leben
Joaquim de Lange trat der Ordensgemeinschaft der Spiritaner bei und empfing am 25. Juli 1933 das Sakrament der Priesterweihe.
Papst Pius XII. ernannte ihn am 19. Juli 1946 zum Apostolischen Präfekten von Tefé. Nach der Erhebung der Präfektur zur Territorialprälatur Tefé wurde er am 4. September 1950 zu deren Apostolischen Administrator ernannt.
Am 18. April 1952 ernannte ihn Pius XII. zum Prälaten von Tefé und zum Titularbischof von Photice. Der Erzbischof von São Sebastião do Rio de Janeiro, Jaime Kardinal de Barros Câmara CSSp, spendete ihn am 6. Juli desselben Jahres die Bischofsweihe. Mitkonsekratoren waren der Erzbischof von Manaus, Alberto Gaudêncio Ramos, und der Erzbischof von Belém do Pará, Mário de Miranda Vilas-Boas.
Er nahm an allen vier Sitzungsperioden des Zweiten Vatikanischen Konzils als Konzilsvater teil.
Am 26. Mai 1978 verzichtete er aufgrund der geänderten Vergaberichtlinien auf seinen Titularsitz. Papst Johannes Paul II. nahm am 15. Dezember 1982 seinen altersbedingten Rücktritt an.